# Kujurgazai járás
A Kujurgazai járás (oroszul Куюргазинский район, baskír nyelven Көйөргәҙе районы) Oroszország egyik járása a Baskír Köztársaságban, székhelye Jermolajevo falu. 1935-ben hozták létre, nevét a Kujurgaza folyó után kapta. 1965-ben székhelyét a szénbányászat fejlesztésével létrejött Kumertau városba helyezték át, nevét pedig ennek megfelelően Kumartaui járásra változtatták. A székhelyet 1990-ben helyezték vissza Jermolajevóba, a járás elnevezését pedig 1992-ben változtatták ismét az eredetire.

## Népesség
- 1970-ben 33 306 lakosa volt, melyből 9 525 baskír (28,6%), 4 775 tatár (14,3%).
- 1989-ben 23 454 lakosa volt, melyből 8 401 baskír (35,8%), 3 901 tatár (16,6%).
- 2002-ben 25 587 lakosa volt, melyből 11 033 baskír (43,12%), 8 491 orosz (33,18%), 3 501 tatár (13,68%), 1 882 csuvas.
- 2010-ben 25 125 lakosa volt, melyből 10 707 baskír (42,6%), 8 205 orosz (32,7%), 3 675 tatár (14,6%), 1 824 csuvas, 235 ukrán, 58 mordvin, 17 fehérorosz, 11 mari, 4 udmurt.

| Lakosok száma | 44 998 | 35 326 | 23 454 | 26 415 | 25 125 | 24 957 | 24 186 | 23 617 | 22 985 | 21 254 |
|               | 1939   | 1970   | 1989   | 2008   | 2010   | 2012   | 2014   | 2016   | 2018   | 2021   |